# Solanum morellifolium
Solanum morellifolium är en potatisväxtart som beskrevs av Lynn Bohs. Solanum morellifolium ingår i släktet skattor som ingår i familjen potatisväxter. Inga underarter finns listade i Catalogue of Life.